# Pezinok
Pezinok (tyska: Bösing, ungerska: Bazin) är en stad med omkring 21 300 (2005) invånare, som ligger i västra Slovakien vid Små Karpaterna. Den är belägen 20 kilometer norr om huvudstaden Bratislava i Bratislavaregionen. Staden har en yta av 72,56 km². Geografiska koordinater: 48° 17′ 21" nord, 17° 16′ 9" ost.